# Verdrag van Verdun
In het Verdrag van Verdun (Verdun, augustus 843) werd de verdeling van het Karolingische Rijk na de dood van Lodewijk (778-840) vastgelegd zoals overeengekomen door zijn drie zonen die nog leefden, Lotharius (de oudste, 795-855), Lodewijk (de derde 804-876) en Karel (de jongste, uit een tweede huwelijk 823-877). Het verdrag beëindigde weliswaar een drie jaar lange Karolingische Burgeroorlog tussen de broers, maar de afspraken uit het Verdrag van Verdun en latere delingen van het Frankische Rijk lagen aan de basis van de eeuwenlange rivaliteit in Europa tussen Frankrijk en Duitsland. 

## Aanleiding

Verdeling van het Frankische Rijk bij het Verdrag van Verdun (843):
Karel de Kale, West-Francië
Lotharius I, Midden-Francië of Middenrijk
Lodewijk de Duitser, Oost-Francië of Oost-Frankische Rijk
afhankelijke gebieden

Toen Karel de Grote na de dood van zijn broer Karloman in 771 het Frankische Rijk herenigde, ontstond in West-Europa een supranationaal rijk. Bij de dood van Karel ging het koningschap over op zijn zoon Lodewijk. Deze kreeg in totaal vier zonen: Lotharius, Pepijn, Lodewijk en als nakomer Karel. Om zijn erfopvolging te regelen vaardigde Lodewijk de Ordinatio Imperii uit. Die was erop gericht de eenheid in het rijk te bewaren, omdat volgens Frankische gewoontes het rijk anders onder de erfgenamen zou worden verdeeld. Karel werd als nakomer pas geboren na de uitvaardiging hiervan en zijn vader wenste een aanpassing te doen aan zijn eerdere regeling om ook Karel een stuk van de erfenis te geven, maar dat leverde alleen maar conflicten op. Hun tijd wordt de Karolingische renaissance genoemd. Er werd onder Karel de Grote, Lodewijk en in mindere mate Karel de Kale een grote vooruitgang in het niveau van de christelijke scholen geboekt.
Na de dood van Pepijn (803-838) lagen de kaarten helemaal anders en toen Lodewijk in 840 stierf, trachtte Lotharius het hele rijk in zijn bezit te krijgen. Dit stuitte op het verenigde verzet van zijn twee broers. Bij de Slag bij Fontenoy (841) werd Lotharius verslagen door zijn broer Lodewijk en halfbroer Karel. Hun alliantie werd definitief door de Eed van Straatsburg in 842.
Lotharius zag zich verplicht tot onderhandelen. Wegens zijn militaire nederlaag, kreeg hij naar het Salische gewoonterecht alleen het rechtmatige part uit het vaderlijke gebied. Als eerstgeborene gunden zijn broers hem echter wel wegens het bezit van Rome de keizerskroon.

## Territoriale verdeling
Het Frankische Rijk werd als gevolg van het Verdrag van Verdun in drie delen verdeeld:
- Karel kreeg West-Francië, het latere Franse koninkrijk.
- Lotharius kreeg Midden-Francië of het Middenrijk, daaronder Lotharingen met het grootste deel van de latere Nederlanden, en met Frisia van het Zwin tot het Vlie.[1] De kaart is op dit punt niet geheel juist.
- Lodewijk kreeg het Oost-Frankische Rijk of Oost-Francië met daaronder noordoost Nederland en Frisia ten oosten van de Vlie. Dit deel werd daarna een deel van het Heilige Roomse Rijk.

De rijksgrens liep gedeeltelijk langs grote rivieren. Daarbij behoorde in veel gevallen een strook gebied aan de overkant van de rivier bij het rijk dat de rivier in bezit had. Zo vormden delen van de Schelde, de Maas, de Saône en de Rhône de grens tussen Lotharingen en het Franse koninkrijk. De Rijn vormde de grens tussen Lotharingen en het Duitse rijk.

## Nadien
Het Middenrijk of Midden-Francië werd na de dood van Lotharius in 855 verdeeld tussen zijn zonen: Lodewijk, Lotharius en Karel.
- Lodewijk, die als oudste recht had op de keizerstitel stierf kinderloos en werd opgevolgd door Karloman, zoon van Lodewijk, koning van Duitsland. Zo kwam zijn gebied, Noord-Italië en de keizerskroon ook aan het Heilige Roomse Rijk der Duitse Natie van de latere Ottonen.
- Het gebied van Lotharius, grofweg: de Nederlanden, Elzas en Lotharingen, werd met het Verdrag van Meerssen in 870 verdeeld tussen West-Francië, het latere koninkrijk Frankrijk en Oost-Francië, het latere Duitse Keizerrijk.
- Koninkrijk Bourgondië, het deel van Karel de Jonge, werd later eveneens verdeeld tussen het Franse en Duitse rijk.

Deze driedeling en het zwakke Middenrijk is oorzaak van de eeuwenlange twist tussen het Franse en Duitse rijk. De oorlogen tussen beide landen zijn steeds hierop terug te voeren.

## Conclusie
Het Verdrag van Verdun leidde tot de verdeling van West-Europa in vijf grote delen, waarvan het Middenrijk weldra werd opgeslokt door het Duitse Keizerrijk. Uit het Middenrijk ontstonden later Nederland, België, Luxemburg, Elzas-Lotharingen, Zwitserland en Noord-Italië.
Veeleer dan de Frankische rijksverdeling van de Merovingers bij de dood van Clovis (511) in Neustrië en Austrasië, heeft het Verdrag van Verdun de fundamenten gelegd voor het moderne Europa.